# David Abramowitsch Krein

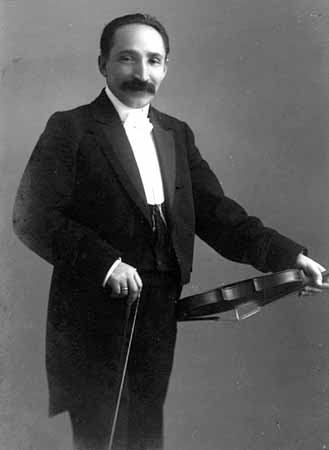
David Abramowitsch Krein (vor 1918)

David Abramowitsch Krein (auch: David S. Krejn; * 1869; † 26. August 1926 in Moskau) war ein russischer Geiger.
Krein entstammte einer russisch-jüdischen Musikerfamilie. Sein Vater Abram Krein war Klavierstimmer und Klezmermusiker, und alle seine Geschwister wurden Instrumentalisten und Berufsmusiker, seine Brüder Alexander und Grigori Abramowitsch Krein wie auch ein Sohn des Letzteren, Julian Grigorjewitsch Krein, wurden außerdem als Komponisten bekannt. Er trat im Duo mit Sergei Rachmaninow auf und unternahm internationale Tourneen als Mitglied des Moskauer Trios. Er war ab 1900 Erster und Sologeiger des Ballettorchesters am Bolschoi-Theater und ab 1918 Professor am Moskauer Konservatorium.